# Березові колки
Березові колки — один з об'єктів природно-заповідного фонду Херсонської області, лісовий заказник загальнодержавного значення із загальною площею 1312 га. Створений у 1974 році.
Заказник «Березові колки» розташований на території Скадовського району в Іванівському та Рибальчанському лісництвах. Природно-заповідний об'єкт є місцем, де зберігаються природні березові ліси, утворені березою дніпровською. Формація берези дніпровської як зникаюче угруповання занесено до Зеленої книги України. З ендемічних видів у заказнику зростають також дрік дніпровський, зіновать дніпровська, чебрець дніпровський, жовтозілля дніпровське та інші. У межах заказника присутні рідкісні види мохів, лишайників, грибів.